# Strategije učenja
Strategija učenja je način kojim učenik upravlja svojim učenjem, a temelji se na njegovom poznavanju vlastitih osobina i sposobnosti, znanju o obrazovnim zadaćama što ih mora izvršiti, vještinama stjecanja, povezivanja i primjene novog znanja, nužnom predznanju i poznavanju svrhovitosti i uporabe vrijednosti novog znanja. Prilikom učenja treba se voditi računa o:
- navici mjesta - određivanje stalnog mjesta za učenje,
- navici vremena - unaprijed planirano dnevno i tjedno učenje prema rasporedu predmeta u školi,
- navici učenja na nastavi.

Etape učenja trebale bi trajati 30 do 40 minuta (u srednjoj školi i do 60 minuta), a stanke 5 do 10 minuta (ne dulje kako se ne bi izgubio potreban zamah u učenju). Stanka bi se trebala iskoristiti za razgibavanje i opuštanje.

## Stjecanje strategija
Stjecanje strategija i vještina učenja je razvojni proces što prolazi kroz tri faze:
1. Metakognicija - podrazumijeva spoznajne procese o našim vlastitim spoznajnim procesima. Uključuje tri stupnja:
- Poznavanje vlastitih sposobnosti za učenje
- Samopromatranje/samopraćenje napretka vlastitog učenja prema cilju i vrednovanje uspjeha na kraju učenja
- Autoregulacija procesa učenja izmjenom postupaka u slučaju poteškoća u postizanju ciljeva

2. Vještine učenja su:
- Vještina brzog i točnog čitanja s razumijevanjem (izdvajanje bitnih dijelova sadržaja i sažimanje u smislene rečenice.
- Aktivno slušanje predavanja i vođenje bilježaka na nastavi, te dopuna bilježaka samostalnim učenjem.
- Vještina rješavanja testova znanja.
- Vještina ovladavanja tremom.
- Upravljanje vremenom potrebnim za učenje (planiranje učenja i odmora).
- Učinkovito izmjenjivanje učenja i ponavljanja.
- Učinkovito dijeljenje većih cjelina gradiva na manje smislene dijelove.
- Otkrivanje smislenih odnosa među novim informacijama i njihovo povezivanje s prethodnim znanjem.
- Prepričavanje novog sadržaja vlastitim riječima, smišljanje priprema za opisane pojave i moguće praktične primjene.
- Postavljanje pitanja, smišljanje problema i pokušaj njihovog rješavanja.

3. Kognitivni stil više ovisi o urođenim osobinama. Razlikujemo sljedeće bipolarne stilove:
- refleksivan nasuprot impulzivnom
- ovisan o kontekstu nasuprot neovisnom o kontekstu
- desno hemisferičan nasuprot lijevo hemisferičnom